# Escala (transporte)
En el mundo del transporte, una escala es una detención temporal de un vehículo durante un viaje en un punto situado entre el origen y el destino. Se denomina conexión, enlace, transbordo o trasbordo cuando, durante el viaje, se trasladan los pasajeros y/o sus equipajes de un vehículo a otro.
Algunas compañías de viajes, en especial las aerolíneas, incluyen en sus ofertas viajes con estancias prolongadas durante uno o varios días, dando a los viajeros la ocasión de visitar el lugar de la escala como atractivo turístico.